# Sadzawka lustrzana

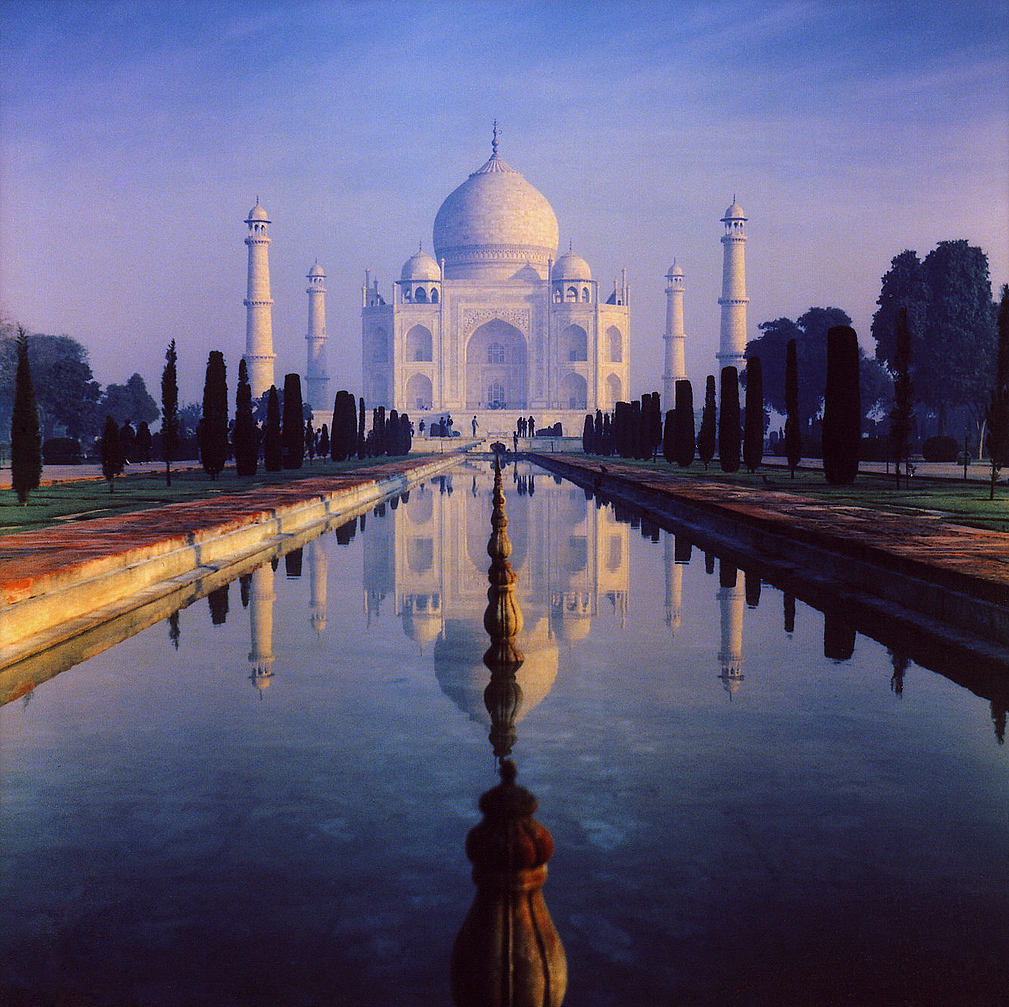
Sadzawka lustrzana w Tadź Mahal

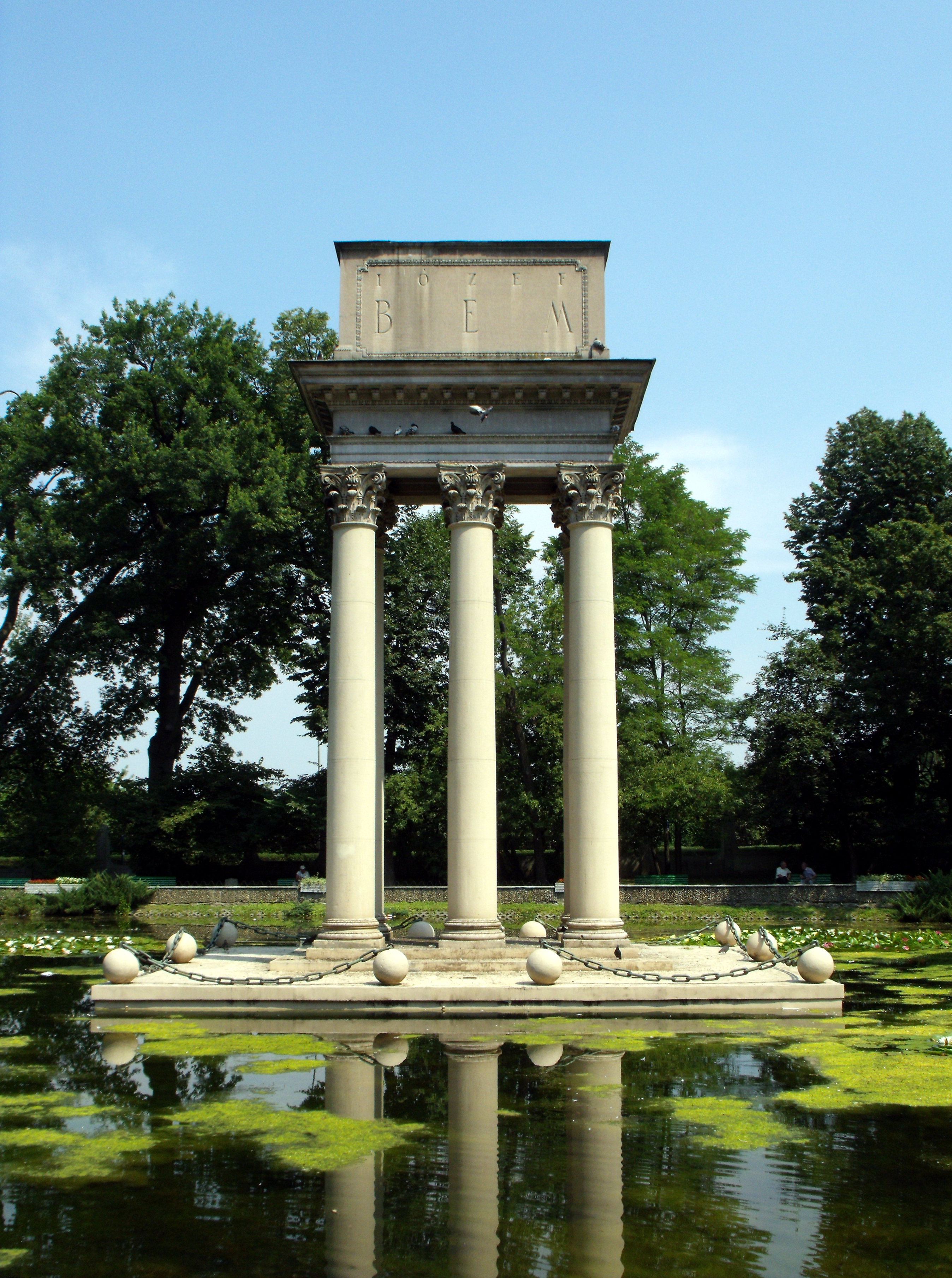
Mauzoleum generała Józefa Bema w Tarnowie

Sadzawka lustrzana – zbiornik wodny spotykany w niektórych krajach przed ważnymi budowlami upamiętniającymi osobistości życia publicznego lub siedzibami znaczących instytucji.
Sadzawki tego typu są zbiornikami o stosunkowo dużej powierzchni (np. sadzawka przed Memoriałem Lincolna w Waszyngtonie – 31518 m²), co umożliwia odbicie zarysu monumentu czy budowli w lustrze wody, stąd określenie „lustrzana” (ang. reflecting lub reflection). Efekt odbicia obrazu zapewnia taka konstrukcja sadzawki, która uniemożliwia powstawanie fal na powierzchni wody. W tym celu sadzawki lustrzane są głębsze przy krawędziach i płytsze na środku basenu.
Do znanych sadzawek lustrzanych należą:
- Sadzawka przed Tadź Mahal w Agrze w Indiach
- Staw przed Mauzoleum Lincolna w Waszyngtonie w Stanach Zjednoczonych
- Sadzawka w Dr. Martin Luther King, Jr. Center w Atlancie w Stanach Zjednoczonych
- Sadzawka w Oklahoma City National Memorial upamiętniającym zamach terrorystyczny w Oklahoma City
- Sadzawka w Uniwersytecie Notre Dame w South Bend w Stanach Zjednoczonych
- Wewnętrzny basen w Palácio do Planalto w Brasílii
- Sadzawka w Hollywood Bowl w Los Angeles w Stanach Zjednoczonych
- Sadzawka w Epcot Center w Walt Disney World Resort na Florydzie
- Sadzawka w Alhambrze, w Grenadzie w Hiszpanii
- Sadzawka w Cranbrook’s Planetarium w Bloomfield Hills w Stanach Zjednoczonych (Michigan)[1]

Inne znane sadzawki lustrzane prezentowane w galerii.

## Galeria

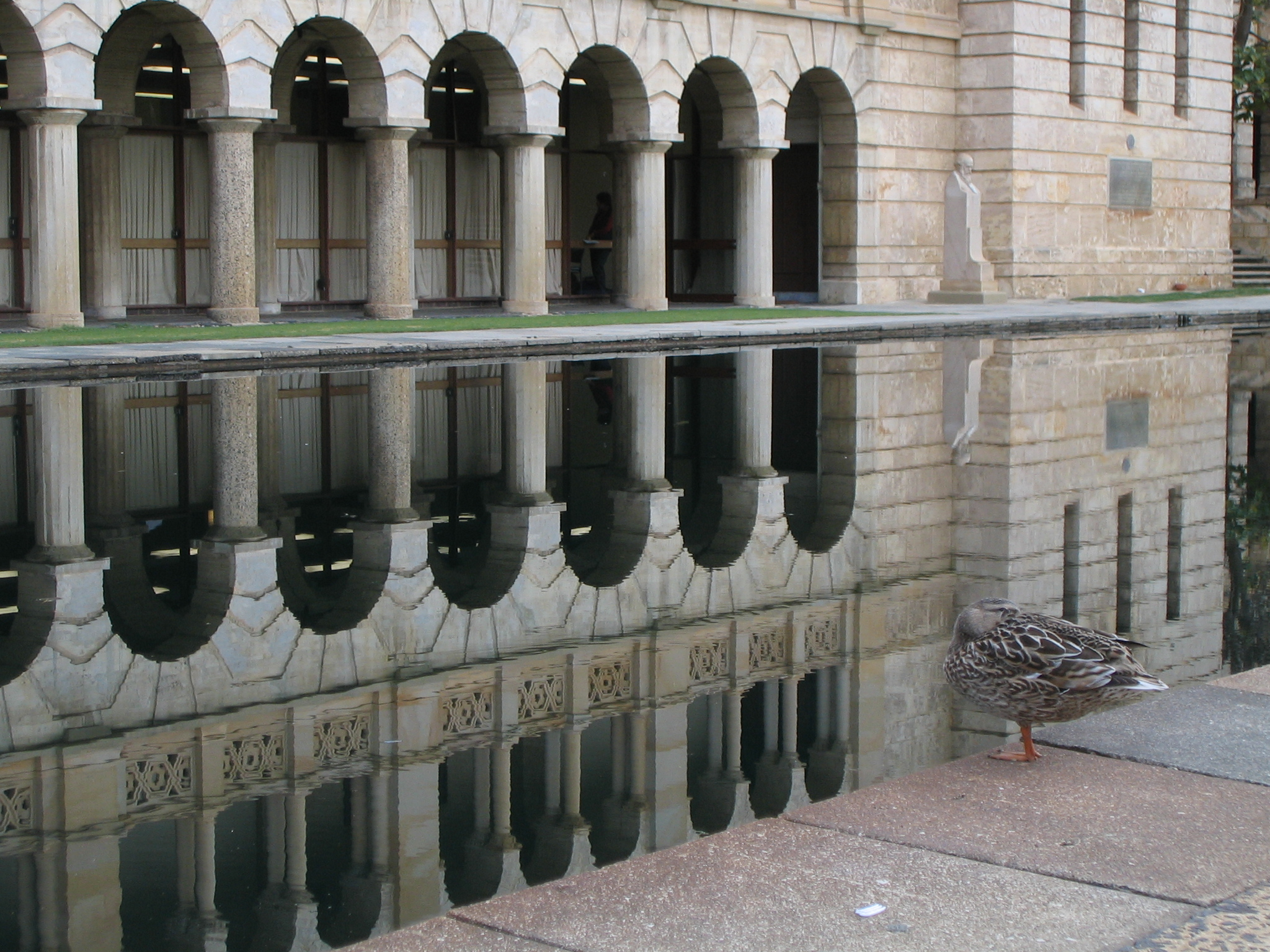
Sadzawka w University of Western Australia
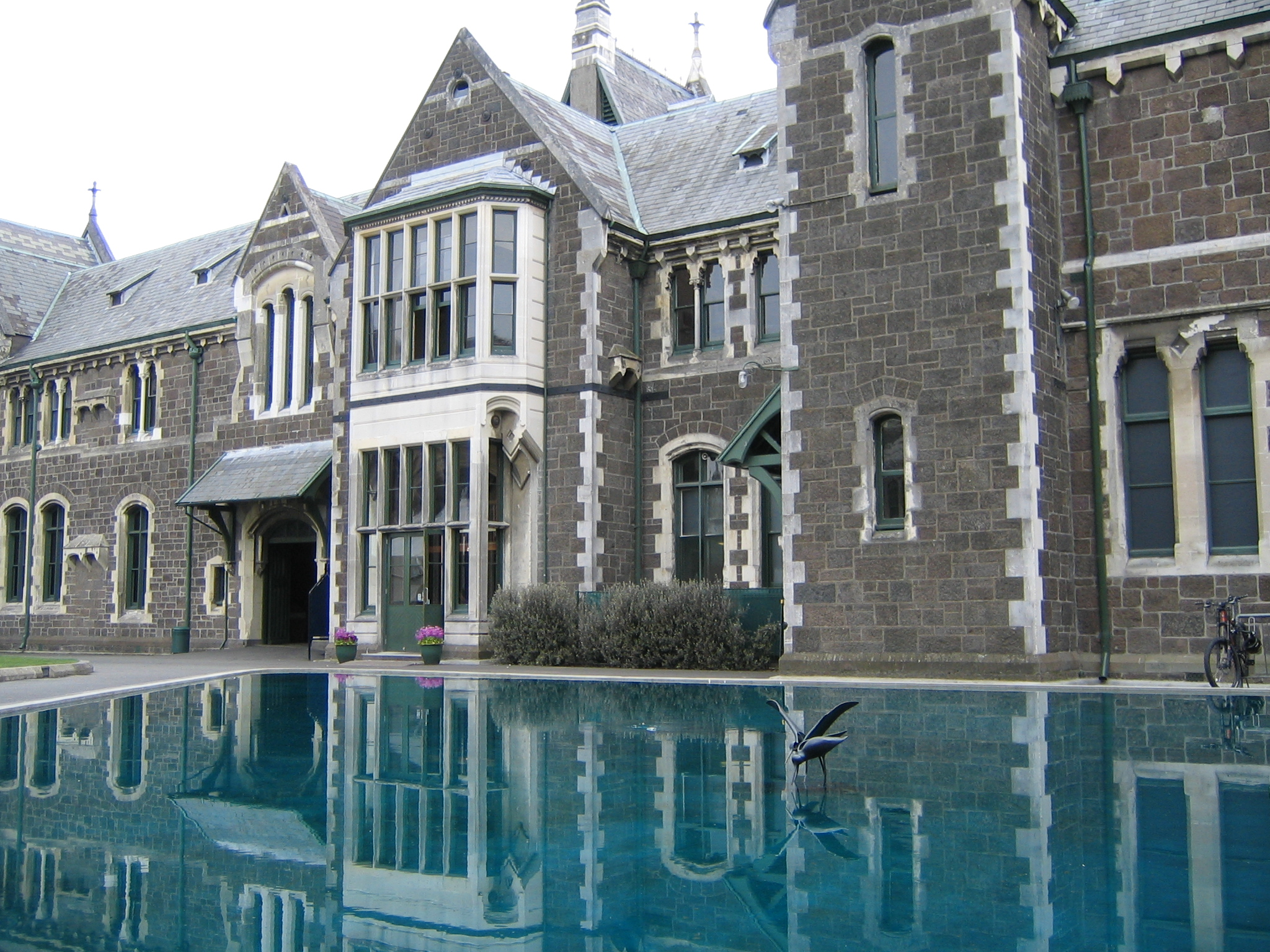
Christchurch Arts Centre, Christchurch, Nowa Zelandia
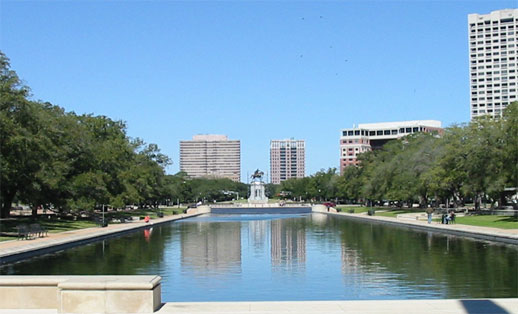
Hermann Park, Houston, USA
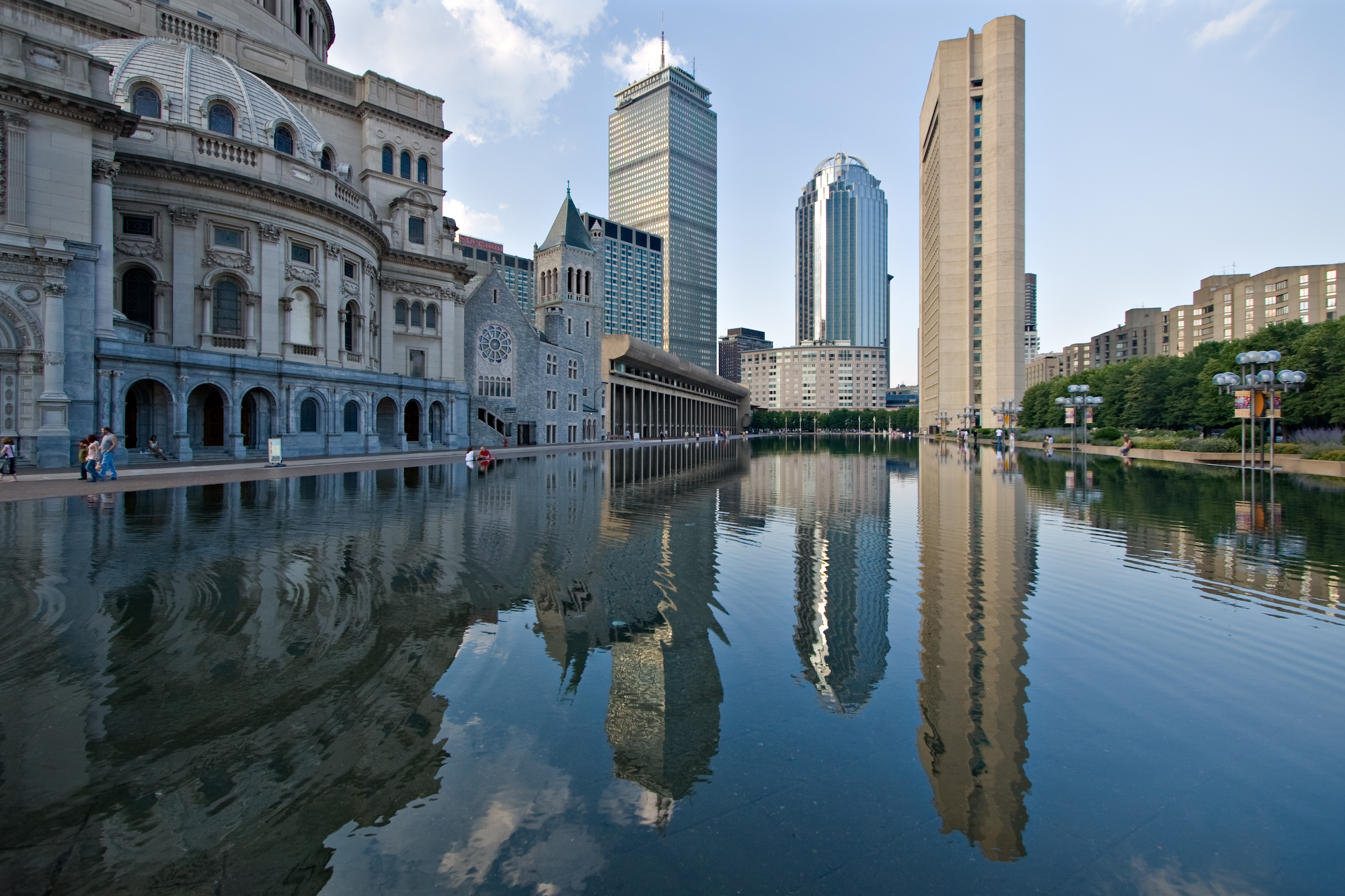
Świątynia Stowarzyszenia Chrześcijańskiej Nauki w Bostonie, USA